# Porto Vólei 2014
Porto Vólei 2014 är en volleybollklubb (damer) från Porto, Portugal. Klubben blev portugisiska mästare 2014-2015 och vann även portugisiska cupen samma säsong. Säsongen efter kom de tvåa i både mästerskapet och cupen, men lyckades till skillnad från året innan vinna portugisiska supercupen.